# آندو لپس
آندو لپس (استونیایی: Ando Leps؛ زادهٔ ۶ نوامبر ۱۹۳۵) سیاستمدار، وکیل و نماینده سابق مجلس اهل استونی است.